# Chełmica
Chełmica (niem. Helmsdorf) – wieś w Polsce położona w województwie lubuskim, w powiecie żarskim, w gminie Tuplice.
W latach 1975–1998 miejscowość administracyjnie należała do województwa zielonogórskiego.
W miejscowości jest przystanek kolejowy Chełmica.

## Zabytki
Do wojewódzkiego rejestru zabytków wpisany jest:
- kaplica cmentarna

inne zabytki:
- pałac z XIX wieku.